# Neubaugasse (métro de Vienne)
Neubaugasse (en allemand : U-Bahn-Station Rathaus), est une station de la ligne U2 et ligne U3 du métro de Vienne. Elle est située sur le territoire du Ier arrondissement Innere Stadt, à Vienne en Autriche.
Toujours desservie par la ligne U2, elle est depuis 2020 en chantier pour la construction de la station Neubaugasse U2 qui fera, à l'horizon 2028, de Neubaugasse une station de correspondance U2/U3.

### Accueil

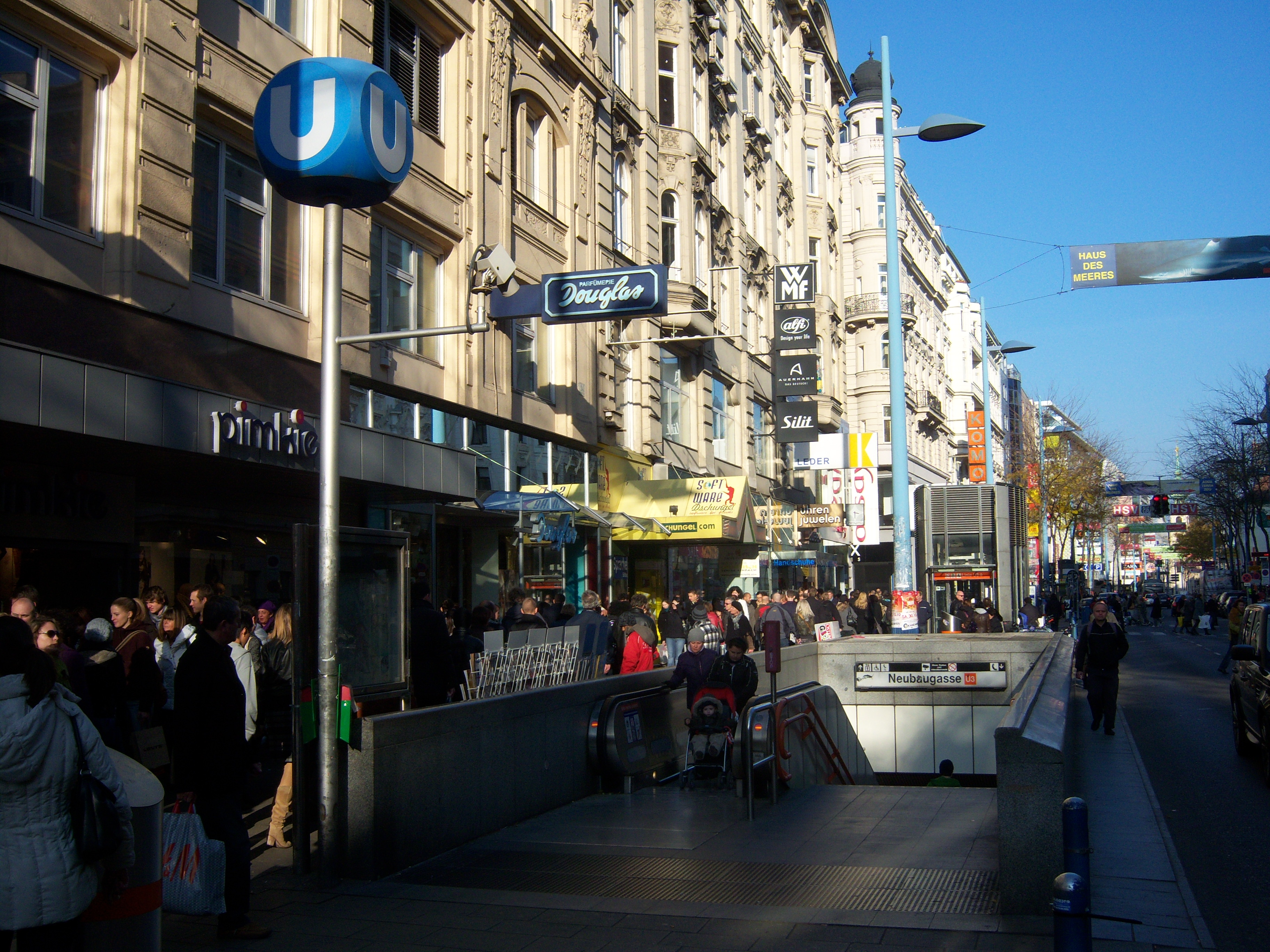
Une bouche de la station.

## Projet
Le projet d'expansion U2xU5 (de) comporte la création d'une nouvelle ligne U5 automatique et le prolongement de la ligne U2 vers le sud au-delà de Schottentor. Le chantier débuté en 2021 est prévue pour s'achever en 2026 pour l'ouverture de la première section U5 et en 2028 pour le nouveau prolongement de la ligne U2 par la nouvelle station U2 de Rathaus jusqu'au nouveau terminus de Matzleinsdorfer Platz. Le prolongement suivant de Matzleinsdorfer Platz à Wienerberg est a une ouverture prévue de 2032 à 2035.